# Vega 1
Vega 1 (zajedno s blizankom Vegom 2) sovjetska je svemirska sonda, dio programa Vega. Svemirska letjelica bila je razvoj ranije misije  programaVenera. Dizajnirao ih je Svemirski centar Babakin, a Lavochkin u Khimkiju konstruirao ih je kao 5VK. Ime VeGa (ВеГа) kombinira prva dva slova ruske riječi za Veneru (Венера: "Venera") i Halley (Галлея: "Galleya").
Letjelicu su pokretali dvojaki veliki solarni paneli, a instrumenti su uključivali antenu, kamere, spektrometar, infracrveni dubinomjer, magnetometre (MISCHA) i sonde za plazmu. Letjelica od 4.920 kg lansirana je raketom Proton 8K82K s kozmodroma Bajkonur, Tyuratam, Kazahstanski SSR. I Vega 1 i 2 bile su troosovinski stabilizirane letjelice. Svemirska letjelica bila je opremljena dvostrukim štitnikom odbojnika za zaštitu od prašine od Halleyjevog kometa.

## Misija na Veneru
Silazni modul stigao je na Veneru 11. lipnja 1985., dva dana nakon što je pušten iz prolazne sonde Vega 1. Modul, kugla od 1500 kg, promjera 240 cm, sadržavao je površinski sletač i istraživački balon. Sonda je izvela gravitacijsku praćku koristeći Veneru i nastavila svoju misiju susreta s kometom.
Površinski sletač bio je identičan onome s Vege 2 kao i prethodnih šest misija Venera. Cilj sonde bio je proučavanje atmosfere i izložene površine planeta. Znanstveni korisni teret obuhvaćao je ultraljubičasti spektrometar, senzore temperature i tlaka, mjerač koncentracije vode, kromatograf u plinskoj fazi, rendgenski spektrometar, maseni spektrometar i uređaj za površinsko uzorkovanje. Budući da je sonda sletjela tijekom noći, nisu snimljene slike. Nekoliko ovih znanstvenih alata (UV spektrometar, maseni spektrograf i uređaji za mjerenje tlaka i temperature) razvijeno je u suradnji s francuskim znanstvenicima.
Sletač je uspješno dotaknuo tlo u ravnici Sirena sjeverno od Afroditine zemlje (Aphrodite Terra). Zbog pretjerane turbulencije, neki površinski eksperimenti nenamjerno su aktivirani 20 km iznad površine. Samo je maseni spektrometar mogao slati podatke.

### Alati
Alati na sletaču su:
- Termometri
- Barometri
- UV apsorpcijski spektrometar — ISAV-S
- Optički aerosolni analizator, nefelometar — ISAV-A
- Aerosolni brojač čestica — LSA
- Aerosolni maseni spektrometar — MALAKHIT-M
- Aerosolni plinski kromatograf - SIGMA-3
- Aerosolni rendgenski fluorescentni spektrometar - IFP
- Vlagomjer - VM-4
- Rentgenski fluorescentni spektrometar tla — BDRP-AM25
- Spektrometar gama-zraka — GS-15STsV
- Penetrometar / ohmmetar tla — Prop-V
- Stabilizirani oscilator

### Balon
Kapsula Vega 1 sa sletačem i balonom ušla je u Venerinu atmosferu (125 km nadmorske visine) u 3:06:10 CET (vrijeme primanja Zemlje; moskovsko vrijeme 05:06:10) 11. lipnja 1985. brzinom otprilike 11 km/s. Otprilike u 3:06:25 CET padobran pričvršćen za kapicu desantnog broda otvorio se na nadmorskoj visini od 64 km. Kapa i padobran pušteni su 15 sekundi kasnije na visini od 63 km. Paket balona izvučen je padobranom iz svog pretinca 40 sekundi kasnije na visini od 61 km. Drugi padobran otvorio se na nadmorskoj visini od 55 km, 200 sekundi nakon ulaska, vadeći napuhani balon. Balon je napuhan 100 sekundi kasnije na 54 km, a padobran i sustav napuhavanja su izbačeni. Prigušnica je izbačena kada je balon dosegao otprilike 50 km, a balon se vratio natrag na stabilnu visinu između 53 i 54 km nekih 15 do 25 minuta nakon ulaska.
Srednja stabilna visina iznosila je 53,6 km, s tlakom od 535 mbara i temperaturom od 300–310 K u srednjem, najaktivnijem sloju Venerinog troslojnog oblačnog sustava. Balon je letio prema zapadu u zonskom toku vjetra s prosječnom brzinom od oko 69 m/s (248 km/h) na gotovo konstantnoj geografskoj širini. Sonda je 12. lipnja prešla terminator iz noći u dan u 13:20 CET nakon prelaska 8500 km. Sonda je nastavila s radom danju sve dok konačni prijenos nije primljen u 1:38 CET, 13. lipnja, nakon ukupne prijeđene udaljenosti od 11 600 km ili oko 30% opsega planeta. Nije poznato koliko je dalje balon putovao nakon završne komunikacije.

## Misija na Halleyjev komet
Nakon susreta s Venerom, matične sonde Vega koristila su gravitaciju Venere, da presretnu Halleyjev komet.
Slike su počele dolaziti 4. ožujka 1986. godine i korištene su za pomoć u preciznijem Giottovom preletu Halleyjevog kometa. Rane Vegine slike pokazale su dva svijetla područja na kometi, koja su u početku tumačena kao dvostruka jezgra. Svjetla područja kasnije će se ispostaviti kao dva mlaza koja emitiraju iz kometa. Slike su također pokazale da je jezgra tamna, a očitanja infracrvenog spektrometra izmjerila su temperaturu jezgre od 300 K do 400 K, mnogo toplije nego što se očekivalo za ledeno tijelo. Zaključak je bio da je kometa na površini imala tanak sloj koji je prekrivao zaleđeno tijelo.
Vega 1 se najbliže približila 6. ožujka na oko 8.889 kilometara (u 08:20:06 CET) jezgre. Snimila je više od 500 slika putem različitih filtara dok je letjela kroz oblak plina oko kome. Iako je letjelicu izudarala prašina, niti jedan instrument nije bio onesposobljen tijekom susreta.
Intenzivno ispitivanje kometa obuhvatilo je samo tri sata oko najbližeg prilaza. Namijenjeni su mjerenju fizikalnih parametara jezgre, poput dimenzija, oblika, temperature i površinskih svojstava, kao i proučavanju strukture i dinamike kome, sastavu plina blizu jezgre, sastavu čestica prašine i raspodjela mase kao funkcije udaljenosti do jezgre i interakcije kometa i sunčevog vjetra.
Slike Vege pokazale su da je jezgra duga oko 14 km s razdobljem rotacije od oko 53 sata. Spektrometar mase prašine otkrio je materijal sličan sastavu hondritskih meteorita, a također je otkrio i klatratni led.
Nakon naknadnih snimaka 7. i 8. ožujka 1986., Vega 1 je krenula u duboki svemir. Ukupno su Vega 1 i Vega 2 vratile oko 1500 slika Halleyjevog kometa. Vega 1 je ostala bez goriva za kontrolu 30. siječnja 1987, a kontakt s Vegom 2 nastavio se do 24. ožujka 1987.
Vega 1 se trenutno nalazi u heliocentričnoj orbiti, s perihelom od 0,70 AJ, afelom od 0,98 AJ, ekscentričnošću od 0,17, nagibom od 2,3 stupnja i orbitalnim razdobljem od 281 dana.